# 小行星9472
小行星9472（9472 Bruges）是一颗绕太阳运转的小行星，为主小行星带小行星。该小行星于1998年7月26日发现。

## 轨道参数
小行星9472的轨道半长轴为3.0541466 UA，离心率为0.165。